# 糖蜜草属
糖蜜草属（学名：Melinis）是禾本科下的一个属，为多年生或一年生草本植物。该属共有约17种，分布于热带南美洲、非洲。
属名Melinis源于希腊语meline，即“稷”。